# 11003 Andronov
11003 Andronov eller 1979 TT2 är en asteroid i huvudbältet som upptäcktes den 14 oktober 1979 av den rysk-sovjetiske astronomen Nikolaj Tjernych vid Krims astrofysiska observatorium på Krim. Den har fått sitt namn efter den ukrainske astronomen Ivan Leonidovytj Andronov.
Asteroiden har en diameter på ungefär fyra kilometer.